# Soulcalibur
Soulcalibur (ソウルキャリバー?, Sourukyaribā) è un videogioco appartenente alla categoria dei picchiaduro 3D per console, uscito nelle sale giochi nel 1998 e per la console Sega Dreamcast nel 1999. In seguito il gioco venne reso disponibile per il servizio online Xbox Live nel 2008, per iOS nel 2012 e Android nel 2013. La giocabilità è incentrata su combattimenti uno contro uno all'arma bianca.
È il secondo capitolo dell'omonima serie.

## Trama
Le vicende di questo capitolo riguardano la ricerca di due spade dotate di poteri soprannaturali.
La Soul Calibur è una spada "legata al Bene" che dona, a chi riesce a possederla, poteri straordinari. La Soul Edge ne è invece la controparte, avendo la capacità di risvegliare il "lato malvagio" di colui che la brandisce, controllandone, di fatto la volontà. Anche quest'ultima spada dona capacità sovrannaturali al suo possessore.
La spada malefica è presente fin da Soul Blade (fra l'altro, la versione coin-op da sala giochi si chiamava proprio Soul Edge), mentre quella "virtuosa" è stata inserita solo a partire dal secondo capitolo, quando la serie ha preso il suo nome.
L'aspetto delle due spade varia molto sia da gioco a gioco, che da personaggio a personaggio (per adattarsi agli stili di combattimento dei vari protagonisti), talvolta anche per varie versioni disponibili per lo stesso personaggio: generalmente la Soul Edge presenta una colorazione rosso scuro/viola/fucsia, mentre la Soul Calibur è di un azzurro/celeste. Per quanto concerne la forma, la Soul Edge è caratterizzata dalla presenza di un bulbo oculare o di una bocca (idealmente, a renderla "viva"), mentre la Soul Calibur viene raffigurata come se avesse l'aspetto del cristallo.
Nonostante il titolo della serie derivi dalla spada "virtuosa", quella "malvagia" è molto più presente nel gioco; molti dei protagonisti inoltre viaggiano per il mondo alla ricerca proprio della Soul Edge, al fine di ottenerne i poteri o per distruggerla.

## Caratteristiche
- Il gameplay è rapido, anche se leggermente meno rispetto al "cugino" Tekken, in quanto i protagonisti utilizzano armi (principalmente spade, ma talvolta lance, bastoni o nunchaku), le quali hanno animazioni leggermente più lunghe rispetto al combattimento corpo a corpo.
- Caratteristica della serie è la possibilità di vincere un round anche scaraventando l'avversario al di fuori del ring, oltre che azzerando la sua energia.
- I vari capitoli della saga, oltre alle modalità di gioco "classiche", possiedono modalità aggiuntive, che permettono di acquisire armi nuove, con caratteristiche tali da rendere i duelli del tutto particolari. Soulcalibur III ha incluso anche un sotto-gioco in stile RTS.

## Personaggi
- Voldo
- Ivy
- Sophitia
- Mitsurugi
- Kilik
- Xianghua
- Maxi
- Nightmare
- Taki
- Astaroth

Da sbloccare:
- Cervantes
- Edge Master
- Hwang
- Inferno
- Lizardman
- Rock
- Seong Mi-na
- Siegfried
- Yoshimitsu

## Colonna sonora
La colonna sonora di Soulcalibur è stata composta da: Junichi Nakatsuru, Yohihito Yano, Akitaka Tohyama, Takanori Otsuka e Hideki Tobeta.

### Disco 1
Musiche di Junichi Nakatsuru, Yoshihito Yano, Akitaka Tohyama, Takanori Otsuka, Hideki Tobeta.
1. Light & Darkness (tema di apertura) – 2:01 (musica: Junichi Nakatsuru)
2. The Stage of History (Character Select Screen) – 1:07 (musica: Junichi Nakatsuru)
3. The New Legend (tema di Kilik/Edgemaster) – 2:37 (musica: Junichi Nakatsuru)
4. Bloom and Harvest (tema di Xianghua) – 2:33 (musica: Junichi Nakatsuru)
5. Sail Over the Storm (tema di Maxi) – 2:46 (musica: Junichi Nakatsuru)
6. Duelists (tema di Mitsurugi) – 2:48 (musica: Junichi Nakatsuru)
7. The Cursed Image (tema di Taki) – 2:52 (musica: Akitaka Tohyama)
8. Sweet Illusion (tema di Voldo) – 2:38 (musica: Yoshihito Yano, Hideki Tobeta)
9. Wings of Faith (tema di Sophitia) – 2:37 (musica: Junichi Nakatsuru)
10. In the Name of Father (tema di Nightmare) – 2:27 (musica: Akitaka Tohyama)
11. Bred from the Gap (tema di Astaroth/Lizardman) – 2:40 (musica: Yoshihito Yano)
12. Unblessed Soul (tema di Ivy) – 2:34 (musica: Akitaka Tohyama)
13. Beyond the Horizon (tema di Hwang) – 2:32 (musica: Yoshihito Yano)
14. Chasing Downstream (tema di Yoshimitsu) – 2:44 (musica: Yoshihito Yano)
15. Worth Dying For (tema di Siegfried) – 2:29 (musica: Yoshihito Yano)
16. The Gathering: Fatal Gravity (tema di Rock) – 2:51 (musica: Junichi Nakatsuru)
17. Eye to Eye, Blade to Blade (tema di Seong Mi-na) – 1:31 (musica: Junichi Nakatsuru)
18. Leaving the World Behind (tema di Cervantes) – 2:51 (musica: Akitaka Tohyama)
19. Immortal Flame (tema di Inferno) – 2:44 (musica: Akitaka Tohyama)
20. Everlasting Quest – 1:33 (musica: Junichi Nakatsuru)
21. Going to Where the Wind Blows – 1:50 (musica: Junichi Nakatsuru)
22. Kaleidoscope – 1:22 (musica: Junichi Nakatsuru)
23. Going to Where the Wind Blows: Reprise – 2:29 (musica: Junichi Nakatsuru)
24. The Seal Was Broken – 0:09 (musica: Junichi Nakatsuru)
25. Prepare to Unleash Yourself – 0:08 (musica: Yoshihito Yano)
26. Prepare to Defend Yourself – 0:07 (musica: Takanori Otsuka)
27. Apocalypse – 0:44 (musica: Takanori Otsuka)
28. Sacrifice – 0:43 (musica: Takanori Otsuka)
29. Forever Onward – 0:42 (musica: Takanori Otsuka)
30. Into the Sunlight – 0:44 (musica: Takanori Otsuka)
31. No Remorse, No Pain – 0:42 (musica: Junichi Nakatsuru)
32. The Legend Will Never Die – 1:41 (musica: Junichi Nakatsuru)
33. Recollection: A Tribute to Those Who Shed Red – 2:10 (musica: Yoshihito Yano)

Durata totale: 62:26

### Disco 2
Musiche di Yoshihito Yano, Junichi Nakatsuru.
1. Under the Star of Destiny (versione arcade) – 0:49 (musica: Yoshihito Yano)
2. Recollection: A Tribute to Those Who Shed Red (versione arcade) – 1:57 (musica: Yoshihito Yano)
3. Light & Darkness (Soul Mix) – 4:55 (musica: Junichi Nakatsuru)
4. Going to Where the Wind Blows (Piano Mix) – 3:14 (musica: Junichi Nakatsuru)

Durata totale: 10:55

## Accoglienza
Al momento dell'uscita, i quattro recensori della rivista Famitsū hanno dato un punteggio di 40/40. La rivista Retro Gamer lo ha classificato come il quinto miglior gioco uscito per Dreamcast su un massimo di venticinque titoli.